# Călărași (okręg Kluż)
Călărași (węg. Harasztos) – wieś w Rumunii, w okręgu Kluż, w gminie Călărași. W 2011 roku liczyła 824 mieszkańców.